# حسین‌آباد (شامکان)
حسین‌آباد، روستایی است از توابع بخش شامکان و در شهرستان ششتمد استان خراسان رضوی ایران. مردم این روستا به دو گروه بلوچ و تازیک تقسیم می‌شوند و هر یک لهجهٔ متفاوتی دارند. بیشتر مردم روستا به کار کشاورزی و دامداری مشغولند. عده‌ای از اهالی هم به علت نبود کار به شهرستان سبزوار مهاجرت کرده اند، اما همچنان رگ و ریشه ای در روستا دارند و به آنجا بر میگردند.

## جمعیت
این روستا در دهستان شامکان قرار داشته و بر اساس سرشماری سال ۱۳۸۵ جمعیت آن ۹۶۱ نفر (۲۱۶ خانوار)
بوده‌است.